# Gerhard Dummert
Gerhard Dummert (* 21. Mai 1967) ist ein ehemaliger deutscher Radrennfahrer und nationaler Meister im Radsport.

## Sportliche Laufbahn
Dummert hatte seinen bedeutendsten sportlichen Erfolg mit dem Gewinn der nationalen Meisterschaft im Straßenrennen der Amateure 1990. Er gewann das Titelrennen vor Patrick Moster. Mit der Oder-Rundfahrt konnte er 1991 ein Etappenrennen gewinnen.
1992 war er auf einem Tagesabschnitt der Niedersachsen-Rundfahrt erfolgreich, die Steffen Wesemann gewonnen hatte. Er startete 1992 für das Team Histor-Concordia, das von Rudi Altig geleitet wurde. Nach der Saison beendete er seine aktive Karriere.

## Berufliches
Dummert ist in der Entwicklung von Fahrradzubehör tätig.